# 河口镇 (雅江县)
河口镇，是中华人民共和国四川省甘孜藏族自治州雅江县下辖的一个乡镇级行政单位。

## 行政区划
河口镇下辖以下地区：
城镇社区、城厢村、本达宗村、三道桥村、山背后村、下渡村和麻子石村。